# بودفايل (وجان)
بودفايل هو دُوَّار يقع بجماعة ويجان، إقليم تيزنيت، جهة سوس ماسة في المملكة المغربية. ينتمي الدوّار لمشيخة وجان التي تضم 18 دوار. يقدر عدد سكانه بـ 163 نسمة حسب الإحصاء الرسمي للسكان والسكنى لسنة 2004.

## روابط خارجية
- البوابة الوطنية للجماعات الترابية نسخة محفوظة 12 مارس 2018 على موقع واي باك مشين.
- المندوبية السامية للتخطيط